# Lacoste (Hérault)
Lacoste település Franciaországban, Hérault megyében. Lakosainak száma 312 fő (2022. január 1.). Lacoste Le Bosc, Ceyras és Clermont-l’Hérault községekkel határos.

## Népesség
A település népességének változása:
| Lakosok száma | 125  | 174  | 225  | 267  | 316  | 331  | 325  | 308  | 306  | 312  |
|               | 1968 | 1982 | 1990 | 2006 | 2013 | 2015 | 2017 | 2019 | 2020 | 2022 |